# 松吟寺 (東京都)
松吟寺（しょうぎんじ）は、東京都台東区橋場2丁目にある曹洞宗の寺院である。
松吟寺は寛永2年の創建と伝えられる。”お化け地蔵”と呼ばれている普通のお地蔵さんの2倍程の背丈の大きな地蔵さんが立っている。
昭和の30年代には、4日、14日、24日の”4の付く日”には、夜店がたった。
尼寺。

## 交通
- 東京メトロ銀座線浅草駅よりバス